# Poperato
I poperati  sono dolci tipici della tradizione gastronomica di Monte Sant'Angelo, di San Nicandro Garganico e di San Severo.
Ad oggi, il Poperato, è divenuto uno dei prodotti tradizionali del Gargano.

## Area geografica di origine
L’area di origine non è ancora nota, sicuramente è il Gargano, ma pare abbia avuto origine in due Comuni garganici: Monte Sant'Angelo e San Nicandro Garganico.
In tutti e due i casi, i Poperati, sono dolci tipici con la stessa forma e circa lo stesso colore ma a cambiare è qualche ingrediente.
Infatti, nel caso della preparazione dei Poperati nella città del Gargano-Nord, si utilizza il “miele di fichi” anziché il “vin cotto”.

## Caratteristiche
I poperati sono taralli dolci di medie dimensioni con una consistenza croccante esterna una pasta morbida e compatta internamente.

## Storia
Di etimologia incerta, il suo nome potrebbe essere relazionato a termini dialettali in lingua arbëreshë (pur non essendo Monte Sant'Angelo un comune arbëreshë)
e la sua nascita risalirebbe al XVI secolo.
Il poperato, al giorno d'oggi, costituisce uno dei dolci della tradizione carnascialesca di Monte Sant'Angelo (essendo comunque reperibile durante tutto l'anno), invece, nel passato, era preparato principalmente in occasione di fidanzamenti e matrimoni. Si era soliti inoltre prepararlo durante le ore notturne.
Analogamente, a San Nicandro Garganico, questi dolci tipici vengono preparati in occasione dell’antico (e tradizionale) “Carnevale Sannicandrese”.

## Produzione
Tra gli ingredienti principali che formano l'impasto di questo dolce (tipico della suddetta città dove ha sede il santuario dichiarato patrimonio dell'umanità dall'UNESCO, ossia, il  Santuario di San Michele Arcangelo) troviamo la farina di frumento, lo zucchero, il miele, il vin cotto, lo strutto, la cannella e la scorza di arancia. Con l'impasto poi si forma un cilindro dello spessore di 3-4 centimetri, dopo ciò si procede alla cottura in forno (la tradizione prevede la cottura in forni a legna).